# 정신 (철학자)
정신(중국어 간체자: 郑昕, 정체자: 鄭昕, 병음: Zhèng Xīn, 1905년~1974년)은 베이징대 철학과 교수를 지낸 정치학자, 중화인민공화국의 역사유물주의와 변증유물주의 철학자이다. 본명(本名)은 병벽(秉壁)이고, 자(字)는 여진(汝珍)이다.

## 이력
안후이성 허페이시 루장현에서 태어나 1926년 난카이 대학 철학과를 나왔으며 천두슈, 리다자오, 저우언라이 등과 가까운 사이였던 베이징대 출신의 공산주의 혁명가 쑨빙원(孫炳文)을 따라 공산당 진영에서 북벌에 참가하였다. 1927년에는 탄압을 피해서 독일로 유학을 떠났으며, 유학하던 시절에 공산주의자로 활동을 하면서 루쉰의 <어사(語絲)>를 통해서 쑨빙원을 향한 애도를 표하기도 했다. 1929년 예나 대학에 들어가 철학 박사 학위를 받은 뒤 1932년에는 량치차오 계파의 유심론 철학자 장쥔마이의 대항마로 당시 루쉰의 사상적 지배 하에 있던 중화민국 국립 베이징 대학의 문학원장 후스에 의해서 철학과 교수로 부임하였다. 국립 베이징대에서 칸트 등 서구의 유심론 철학과 구미 실재론 철학 등의 담당 교수로서 폭넓게 사회 활동을 하였으며, 중일 전쟁 발발 후에는 윈난성 국립 서남 연합 대학으로 건너가 철학과 교수에 취임하였다. 종전 후에는 국립 베이징 대학의 철학과 교수로 복직하였고, 중공 정부 성립 이후로는 1949년-1952년 베이징 대학에서 철학과 학과장을 맡는 등의 활동을 하였으며, 1950년-1960년대에 베이징대의 역사유물주의, 변증유물주의, 마르크스-레닌주의 지도 방면에서 영도적 역할을 수행하였다. 1956년에는 논리학자 진웨린을 학과장에서 물러나게 하고 베이징대 철학과 학과장으로 복직하였다. 마오쩌둥, 저우언라이 중공 정권에서 과학원 철학 연구소 위원, 중공 정치협상회의 위원, 전인대 베이징시 대표직 등을 역임하였고, 중공 철학사 학회에서 고위 간부직을 지냈다. 1949년-1960년대 마오쩌둥, 저우언라이 등 중공 정권의 프롤레타리아 독재 공산주의 혁명 운동에서 첨병 역할을 하였으나, 문화 대혁명이 끝나기 얼마 전인 1974년 11월 베이징에서 지병으로 사망하였다. 그는 개혁 개방 이후로 베이징 대학의 당대 청년 지식인들이 마르크스주의, 레닌주의, 스탈린주의 등의 사상으로부터 천두슈, 리다자오, 루쉰, 취추바이, 저우언라이, 마오둔, 청년 마오쩌둥, 마오쩌둥 등의 중공 오사 영웅을 다시 소환함으로써, 베이징 대학의 인민 민주주의 청년 운동의 역정이 다시금 중국 공산당의 정치 무대 본위에 오르는 데 있어서 영향을 끼치기도 하였다. 1980년대 이후로 중공의 국가 시장파 주도의 급진적 시장화 노선이 불러오게 된 중국의 경제 사회적 혼란에 대한 반항과 시위 운동은 어쩌면 그 자신 외에도, 천두슈, 리다자오, 루쉰, 런지위, 리쩌허우(李澤厚) 등에게로 이어져 간 오사 혁명 이후 마르크스-레닌주의, 중국 공산당 문화 혁명의 전통적 토대 위에서 상하이 코뮤니케 이후로, 포스트 문혁 시기의 인민 민주주의 혁명 운동을 다시금 실천해 보고자 하였던 중국 공산당 산하의 프롤레타리아주의 지식인들의 새로운 사상적 현출이 되었던 것일는지도 모른다. 주요 저작에, <진리와 실재>, <칸트학 논술>, <유심주의 해결>, <칸트 철학 비판>, <장둥쑨 반동 철학 사상 비판> 등이 있다.